# Joker Merida/Saison 2011
Dieser Artikel listet Erfolge und Mannschaft des Radsportteams Joker Merida in der Saison 2011 auf.

## Erfolge in derUCI Asia Tour
| Datum         | Rennen                  | Kat. | Fahrer          |
| ------------- | ----------------------- | ---- | --------------- |
| 11. September | 2. Etappe Tour of China | 2.1  | Adrian Gjølberg |

## Erfolge in derUCI Europe Tour
| Datum    | Rennen                                          | Kat. | Fahrer                |
| -------- | ----------------------------------------------- | ---- | --------------------- |
| 29. Mai  | Rogaland Grand Prix                             | 1.2  | Frederik Wilmann      |
| 5. Juni  | 5. Etappe Tour of Norway                        | 2.2  | Christer Rake         |
| 19. Juni | Norwegische Meisterschaft – Straßenrennen (U23) | CN   | Vegard Robinson Bugge |

## Abgänge – Zugänge
| Zugänge          | Team 2010         | Abgänge          | Team 2011 |
| ---------------- | ----------------- | ---------------- | --------- |
| Frederik Wilmann | Skil-Shimano      | Ole Haavardsholm | Unbekannt |
| Adrian Gjølberg  | Plussbank Cervélo |                  |           |
| Christer Jensen  | Ringeriks-Kraft   |                  |           |
| Mats Lohne       | Neoprofi          |                  |           |

## Mannschaft
| Name                      | Geburtstag        | Nationalität |
| ------------------------- | ----------------- | ------------ |
| Reidar Bohlin Borgersen   | 10. April 1980    | Norwegen     |
| Vegard Breen              | 8. Februar 1990   | Norwegen     |
| Vegard Robinson Bugge     | 7. Dezember 1989  | Norwegen     |
| Adrian Gjølberg           | 23. Februar 1989  | Norwegen     |
| Christer Jensen           | 19. Februar 1990  | Norwegen     |
| Vegard Stake Laengen      | 7. Februar 1989   | Norwegen     |
| Mats Lohne                | 23. Oktober 1990  | Norwegen     |
| Christer Rake             | 19. März 1987     | Norwegen     |
| Stian Remme               | 4. Juni 1982      | Norwegen     |
| Sondre Gjerdevik Sørtveit | 15. August 1988   | Norwegen     |
| Ingar Stokstad            | 16. Dezember 1989 | Norwegen     |
| Svein Erik Vold           | 31. Oktober 1985  | Norwegen     |
| Frederik Wilmann          | 17. Juli 1985     | Norwegen     |

## Platzierungen in UCI-Ranglisten
UCI Asia Tour 2011
|      | Fahrer          | Punkte |
| ---- | --------------- | ------ |
| 116. | Adrian Gjølberg | 24     |
| 142. | Christer Rake   | 18     |

UCI Europe Tour 2011
|       | Fahrer                  | Punkte |
| ----- | ----------------------- | ------ |
| 188.  | Vegard Stake Laengen    | 83     |
| 231.  | Stian Remme             | 68     |
| 247.  | Frederik Wilmann        | 63     |
| 539.  | Vegard Robinson Bugge   | 26     |
| 668.  | Christer Rake           | 16     |
| 1064. | Reidar Bohlin Borgersen | 5      |